# 天野ひろゆき
天野 ひろゆき（あまの ひろゆき、1970年〈昭和45年〉3月24日 - ）は、日本のお笑いタレント、声優、ナレーター、映画監督。お笑いコンビ・キャイ〜ンのツッコミ担当。相方はウド鈴木。
本名および旧芸名は天野 博之（あまの ひろゆき）。愛知県岡崎市出身。浅井企画所属。愛称は天野っち（あまのっち）、天野くん。身長163 cm、血液型A型。
岡崎市立羽根小学校、岡崎市立南中学校、愛知教育大学附属高等学校、日本大学国際関係学部国際文化学科（現在の国際教養学科）を卒業した。

## 来歴
- 1991年に事務所の先輩・ウド鈴木とともにキャイ〜ンを結成した。
- 1995年、ニッポン放送のラジオ番組『キャイ〜ン天野ひろゆきのMEGAうま!ラジオバーガー!!』でコンビを離れての初の単独レギュラー出演を果たした。
- 映画監督としての一面もあり、2001年に『B5』でデビューし、2009年現在3作品を撮っている（詳しくは後述）。
- 2003年7月、TBS『元カレ』でテレビドラマに初出演した。
- 2003年、ミュージカル『天使は瞳を閉じて』に出演した。そのテーマソングを杏里とのデュエットでCDシングルとして発売した。
- 2004年、天野が監督を務めた短編映画「CAGE」が、ゆうばり映画祭オフシアターコンペに出品し、約500本の応募作の中から入選した[2]。
- 2011年、「ボウリングマスメディア大賞」グランプリを受賞した。テレビ番組「リンカーン」（TBS）で天野自身が企画したボウリング企画が好評を得たことで受賞した[3][4]。
- 2011年12月に行われた「THE MANZAI 2011」（フジテレビ）では審査員を務めた。以後、同じくTHE MANZAIやABCお笑いグランプリ、R-1ぐらんぷりなどの全国的なお笑い賞レースの審査員を務めている。
- 2012年、フジテレビ主催のイベント「お台場合衆国」の「番組対抗カレー選手権」で「もしもツアーズ」代表として牛スジカレー「お台場スジテレビカレー」で参加した。約17000票を獲得し、2位（約9000票）に大差を付けて優勝した[5]。
- 2014年2月22日、フリーアナウンサーの荒井千里と結婚したことを同日公表した[6]。2010年3月より放送したテレビ愛知の番組で共演したことをきっかけに2013年春から交際していたとのこと。
- 2015年、「ベストフンドシストアワード2014」を受賞した。ふんどしの普及に貢献した有名人に贈られる。ラジオ番組「天野企画」（TOKYO FM）でふんどしについて取り上げたことから、その時もらったふんどしを付けた写真をテレビ番組「SMAP×SMAP」（フジテレビ）に出演した時に紹介したことがきっかけである[7][8]。
- 2016年4月6日、第1子男児の誕生を報告した[9]。
- 2016年6月、自身のラジオにゲスト出演したDEENのボーカル池森秀一と意気投合し2016年11月2日にDEENとキャイ〜ンがユニットを組み「KYADEEN」として「記憶の影/遊びにいこう！」でデビューした。
- 2018年、第2子が誕生する。

## 人物
15歳の頃からレストランでアルバイトをして、自分で生活費を捻出していた。これが料理を始めるきっかけになった。駆け出しで売れなかった頃、4畳半のコンロが１つしかないアパートで、ビーフストロガノフを作り上げるなどの生活を送っていた。
聖飢魔IIのジェイル大橋は、天野の卒業した高校の先輩である。大橋とは2010年8月2日放送の『HEY!HEY!HEY! MUSIC CHAMP』で共演した。
高校時代は皆勤賞だったが、尾崎豊の影響を受けすぎて、卒業式だけ出席しなかった。大学進学は東京進出を希望し日本大学に指定校推薦で合格したが、よく調べもしないで希望した国際関係学部は静岡県三島市にあった。仕方なく都心へ小田急一本でいける神奈川県小田原市に住んだ。学生時代は学業が優秀で、成績は常に学内では平均以上だった。また、学生時代は演劇部に所属していた。
お笑い芸人になろうと思い、沼津市内の書店でタレント名鑑を立ち読みし、浅井企画へ電話したところ即採用された。
キャイ〜ン結成前に『コンビ解消』という名のコンビを組んでいた。そのときの元相方とは、今でも親交がある。
コンビを結成した最初の頃は眼鏡を掛けておらず、顔に特徴をつけるため眼鏡を付けるようになった。視力は実際に悪く、黒ぶち眼鏡になった後も1998年までは眼鏡にレンズが入っていたが、現在はレンズが入っていない伊達眼鏡をかけている。レンズをはずした理由は、写真撮影の際にレンズが光を反射するのを防ぐためとのこと。
相方のウド鈴木に非常に愛され、信頼されている。本人は「一方通行の愛情」とネタにすることもあるが、著書『なーに、ウドちゃん？』（マイナビ新書）ではウドのことを「永遠の相方」と呼んでいる。
萩本欽一には「お前売れない。ウドはいいけど」と言われ、その言葉に対抗すべく努力した。
多くの番組で共演したウッチャンナンチャンを慕っており、内村光良を「師匠」、南原清隆を「兄貴」と呼んでいる。同期である有野晋哉とはプライベートでも仲が良く、デビュー当時からの親友である。天野はデビュー当時、自分が「芸人」ということにこだわりがあり、アイドルのようにキャーキャー言われる吉本印天然素材メンバーやよゐこが嫌いだった（本人談）。しかし、有野が楽屋で漫画『ドラえもん のび太の海底鬼岩城』を真剣に読んでいるのを見て「いい奴かも」と思ったのがきっかけで、よゐこと仲良くなる。また天然素材メンバーだったナインティナインとも、何度も共演することで仲良くなっていった。
趣味は漫画とゲームとアニメで、愛読誌は『週刊少年ジャンプ』である。本人曰く、少年の頃より熱中して読んでおり、中でも『北斗の拳』と『NARUTO -ナルト-』の大ファン。『トランスフォーマー』シリーズのファンでもあり、『トランスフォーマー アニメイテッド』の放送内でコーナーを担当することについての意気込みを事前番組などで語っている。
好きなプロ野球チームはオリックス・バファローズである。オリックス・ブルーウェーブ時代からのファンであり、きっかけは、天野が新人の頃にラジオで共演した、仰木彬がとても丁寧に接してくれたことに感銘を覚えたことだったと言う。
尾崎豊のファンで、尾崎の告別式にも参列したことがあり、歌詞の意味について探究している。
『アイドル水泳大会』に出演したときも「俺はこんなことをするために芸人になったんじゃない!」とマネージャーに激怒した。ちなみに一緒に出ていた相方ウドは「俺はこういうことがしたかった」という顔で、騎馬戦の馬役などを生き生きとやっていた（番組・書籍等で本人が語ったエピソードだが放送局・番組名は明かしていない。）。
『メレンゲの気持ち』、『これがキャイ〜ンだろ!?』、『100%キャイ〜ン!』などで料理コーナーを持っていた他、『はなまるマーケット』火曜日でも「天才シェフアマノッチのリストランテ食べてみ亭」コーナーで脇役食材をメインディッシュへと変えるという名目で創作料理を披露していた（2006年4月から「超食べてみ亭」にリニューアル、2006年12月終了）。 

料理好きの芸能人は数多くいるが、司会のできる料理好きは珍しく、「ゆく時代くる時代〜平成最後の日スペシャル〜 」(NHK総合) 第2部で、平成最後の料理番組の司会を担当した。
下戸であり、酒は苦手としている。自身のブログ「amablo」にコメントをくれるファンのことを「天党（あまとう）」と呼んでいる。
2012年7月31日から8月26日まで、スリーエフで「キャイ〜ン 天野っちの旨辛の祭典2012！」を開催した。このキャンペーンの内容は、天野監修で製作または天野が推薦した弁当等を店頭に並べるというものであった。
『3年B組金八先生』シリーズで直江喜一が演じる加藤優が好きで、1995年には第4シリーズの生徒役のオーディションを実際に受けたが落選している他、第7シリーズの稲葉舞子をカワイイと発言している。
自分の伊達眼鏡を自分でネタにしていたり、他人にネタにされたりしていた他、2011年中に若い女性たちの間でレンズ無しの眼鏡が流行し、その眼鏡が「天野くんメガネ」というキーワードで女性誌に載ったこともあった。これに乗って、本人はメガネベストドレッサー賞も狙えると盛り上がったことがあった。

### 天野会
竜兵会の天野版みたいなもので芸能界最弱集団とされて居る。メインは天野の手料理を振る舞うのが主体。
主な会員
井森美幸、AKINA、三瓶、ビビる大木、矢部太郎、よゐこ、平愛梨他

## 出演

### テレビ番組
現在
- うまいッ!（NHK総合）
- プレミアの巣窟（フジテレビ）
- スイッチ! （2022年4月7日 - 、東海テレビ） - 木曜日コメンテーター
- あまドラ〜天野っちのドライブしよう!!〜（2022年10月1日 - 、テレビ愛知）
- 天野ひろゆきのキラリ！トレンドめがね (テレビ東京、不定期放送)

過去
- はなまるマーケット （2004年3月 - 2008年3月、TBS） - 火曜日レギュラー
- ネプリーグ (フジテレビ)
  - 2008年1月3日 浅井企画チーム
  - 2009年4月6日 中堅芸人チーム
  - 2012年3月19日 花の独身チーム
  - 2013年4月29日 芸人チーム
- ザ・クイズマン!（2008年4月 - 8月、テレビ朝日）
- 徳光和夫の感動再会"逢いたい"（2006年10月 - 2009年3月、TBS）
- マンガノゲンバ（2006年9月 - 2010年3月、NHK BS2）
- スカ☆パラ（2008年6月1日 - 2011年10月3日、スカパー!プロモ・e2プロモ）
  - スカ☆パラ増刊号（2008年9月 - 2010年3月、スカパー!プロモ・スカチャン・スカチャンHD）
- みんなで参加!クイズナゴヤのギモン（2010年3月9日・2010年8月24日・2011年3月22日） - 司会
- 恋するダーウィン〜美人進化論〜（2010年7月 - 2010年9月、日本テレビ）
- お宝発信タワー DAI-NAMO （2010年10月 - 2011年9月、CBC）
- ウケウリ!! 〜天野QC研究所（ラボ）（2010年10月 - 2011年9月、日本テレビ）
- 連続クイズ ホールドオン!（2011年8月、NHK総合） - 総合司会進行
- たべコレ（2011年10月 - 2013年3月、テレビ東京）
- movie@home〜棚を彩る映画たち〜（2012年4月 - 2013年9月、BSフジ）
- 東京暇人〜TOKYO hi-IMAGINE〜（2012年10月 - 2020年3月、日本テレビ） - 映画コーナーMC
- ASIA SHOPPING KING（2013年4月 - 9月（月1回）、フジテレビ） - MC
- マネースクープ（2014年10月 - 2015年3月、フジテレビ）
- フックブックロー（2011年3月28日 - 2016年4月1日、NHK Eテレ） - 五四九ゴージ&ダツジ 役（声の出演）
  - フックブックローミニ（2015年4月2日 - 2018年3月31日、NHK Eテレ） - 五四九ゴージ&ダツジ 役（声の出演）
- モーニングチャージ!（2015年4月 - 2016年10月、テレビ東京） - 金曜日コメンテーター
- 一杯からはじまるストーリー（2016年2月 - 10月、Dlife）
- 趣味どきっ!（NHK Eテレ）
  - カラダ喜ぶ ベジらいふ（2017年8月 - 9月（全8回及び特別編））
  - カラダ喜ぶ 春ベジらいふ（2018年4月 - 5月）
  - カラダ喜ぶ ベジらいふ 秋冬コレクション（2020年10月 - 11月）
- おとこを磨く経済学（2018年11月 - 2019年1月、TOKYO MX） - MC
- 大西泰斗の英会話☆定番レシピ（2022年4月 - 2023年9月、NHK Eテレ）- 生徒役[29]
- 愛知トヨタ presents 夢の１DAY パス（2024年4月13日 - 6月29日、メ〜テレ) - MC

特番
- S-コンセプト 未来コーナル大学 〜ニッポンの暮らしはこう変わる!?〜（2011年11月26日、関西テレビ） - MC
- 学べる婚活バラエティ 天野ひろゆき結婚への道（2013年8月4日、TBS）
- カスペ! 世界ミラクルラボラトリー（2013年12月30日・2014年12月9日、フジテレビ） - MC
- 東海北陸スペシャル「撮った!伝えた!描いた!」（2014年2月28日、NHK名古屋放送局） - 司会
- 世界でバカウケJAPAN（2014年8月17日 - 2016年4月17日、フジテレビ） - MC
- ど忘れ解消クイズ それ、なんだっけ!?（2016年3月6日・6月11日・2017年7月30日、BSテレ東） - 司会
- 正月映画大百科（2017年 - 2021年、サンテレビジョン 他、年末年始）
- ゆく時代くる時代〜平成最後の日スペシャル〜 2019年4月30日-5月1日 - 第二部 司会
- 特命!池上ベンチャーズ（2019年12月22日 - 2021年3月7日、テレビ東京系）
- 発見!タカトシランド（北海道文化放送）
  - 2023年3月31日 - 南1条通西エリアでイイとこ探し!
- 巨大船に乗せてもらいました シリーズ（2018年10月7日 - テレビ東京）

クイズ番組
- ネプリーグ

### ナレーション
- 世界ウルルン滞在記"ルネサンス"（MBS、2007年4月 - 5月） - 天の声
- 週末のシンデレラ 世界!弾丸トラベラー（2007年10月 - 2012年9月、日本テレビ）
- 課外授業ようこそ先輩（NHK総合・NHK Eテレ、不定期）
- しぜんとあそぼ「やもり」（NHK Eテレ、初回放送日時不明）
- BSジャパン10周年記念番組 遥かなる運慶の極彩空間（2011年3月19日、BSジャパン）
- サンシャインシティ コニカミノルタプラネタリウム 満天　ヒーリングプラネタリウム『天の川　星とアロマの夕べ』（2011年7月 - 、平日19時 - 、土曜・日曜20時 - ）
- へぇ〜!九州縦断おいしいトリビア（熊本放送、2012年9月17日）
- 世界で働くお父さん(テレビ東京系、不定期)
- 汽車に乗ろうよ（静岡第一テレビ、2013年10月20日）
- 好きだモノ。。。01 メガネ（NHK総合、2013年8月7日）
  - 好きだモノ。。。02 腕時計（NHK総合、2014年1月21日）
- ぐるぐるMAPトラベリング（2013年8月24日、TBS） - 天の声（ナレーター）
- 特集ドキュメンタリー ボクの“見た”ニッポン〜盲目のスーダン人（NHK BSプレミアム、2014年3月22日） - 朗読
- 地球バス紀行（2014年4月 - 2015年3月、BS-TBS）
- テレビ未来遺産『世界が驚く日本の職人』（TBSテレビ、2014年10月15日）
- VS嵐（フジテレビ、2015年5月7日 - 2016年11月3日） - 天の声（ノンクレジット）
- 明日へ -支えあおう- 花は咲くあなたに咲く 母さん食堂営業中!〜福島県南相馬市（NHK総合、2015年8月2日）

### ラジオ
現在
- マーケットプレス（ラジオNIKKEI、月に1回「天野っちと一緒に投資について考えよう〜投資って楽しいね!」コーナーに出演）
- ザ・マネー～天野ひろゆきと松園勝喜の今だから聞きたい投資な世界（ラジオNIKKEI 第1 毎週火曜日 14:30 - 16:00）

過去
- キャイ〜ン天野ひろゆきのMEGAうま!ラジオバーガー（1995年5月 - 11月、ニッポン放送）
- おはスタ (2009年7月6日・13日)
- スリーエフ presents 天野企画（2012年10月 - 2014年3月、TOKYO FM）
- エンジョイ・シンプル・イングリッシュ 特別編（2016年1月2日・3日、NHKラジオ第2放送）
- 土屋礼央 レオなるど（2017年9月20日、ニッポン放送） - 土屋礼央休暇時の代理パーソナリティ
- 名車ソムリエ supported by NGP廃車王（2014年5月24日 - 2017年8月26日、TOKYO FM他系列局各時間）
- Billboard Japan Hot 100 COUNTDOWN（2017年10月7日 - 2019年9日28日・ニッポン放送） - パーソナリティ
- サタデーミュージックバトル 天野ひろゆき ルート930（2019年11月2日 - 2021年9月18日・ニッポン放送） - パーソナリティ
- ラジオで! カムカムエヴリバディ（2021年11月 - 2022年3月、NHKラジオ第2放送） - 生徒
- 吉崎誠二の5時から”誠”論（ラジオNIKKEI、火曜日のみ）

### ウェブテレビ
- 偉大なる創業バカ一代（2017年1月 - 2018年3月、AbemaTV - AbemaNews）  - MC
- シモネタGP（2018年9月17日 - 11月26日、AbemaTV） - 審査委員
- 結婚はこのままでいいのか!?TV（2020年2月13日、YouTube） - MC

### テレビドラマ
- 未来先生（2003年2月23日 - 26日、テレビ朝日） - おっさん 役
- 元カレ（2003年7月 - 9月、TBS） - 千歳一 役
- バツ彼（2004年7月 - 9月、TBS） - 山根正博 役
- 新鋭ドラマ パンチライン（2006年3月26日、TBS） - ステップ町田 役
- おいしいプロポーズ（2006年4月 - 6月、TBS） - 白石徹 役
- 薔薇のない花屋（2008年2月4日、フジテレビ） - 江原 役
- ROOKIES（2008年4月 - 7月、TBS） - 掛布光秀 役
- 浅見光彦〜最終章〜 最終話（2009年12月16日、TBS） - 山崎警部 役
- 牙狼-GARO- 〜MAKAISENKI〜 第11話（2011年12月15日、テレビ東京） - 時空ホラー・ザジ 役（声の出演）
- SMOKING GUN〜決定的証拠〜 第2話（2014年4月16日、フジテレビ） - 石井祐二 役
- 牙狼-GARO- -魔戒ノ花- 第7話（2014年5月16日、テレビ東京） - 時空ホラー・ザジ 役（声の出演）
- 特殊犯罪課・花島渉（2017年 - ） - 太田邦宏 役
- 隕石家族（2020年） - 門倉和彦 役
- #コールドゲーム 第8話（2021年、東海テレビ・フジテレビ） - 政府の救出隊隊長 役
- ネバー・ギブアップ! 竹島水族館ものがたり（2023年1月3日、東海テレビ） - カピの助 役（ナレーション）
- 大河ドラマ どうする家康（2023年、NHK総合テレビ） - 山田新右衛門 役
- 江戸からきたキラくん（2024年1月2日、東海テレビ） - 高峰義久 役[30][31]

### テレビアニメ
- ミヨリの森（2007年8月25日、フジテレビ） - カノコ 役
- 魔人探偵脳噛ネウロ（2007年10月16日、日本テレビ） - 堂々ワタル 役（第3話ゲスト）
- トランスフォーマー アニメイテッド（2010年4月 - 12月、テレビ愛知） - 音仏ひろゆき 役（実写コーナー）
- バキ（2018年8月6日、TOKYO MXほか） - 片平恒夫巡査 役（第6話ゲスト）[32]
- 蒼天の拳 REGENESIS（2018年10月9日、TOKYO MXほか） - オランダ兵4 役（第13話・朋友出演）

### 吹き替え
- マーヴェリック - ディーラー 役 ※『金曜ロードショー』版
- 世界スパイス見聞録（2014年10月、BS日テレ） - スティーヴィ 役

### 映画
- ドクタースランプ アラレのびっくりバーン（1999年3月、東映） - 石川八右衛門 役（声の出演）
- ナトゥ 踊る!ニンジャ伝説（2000年12月、日本ヘラルド映画） - ザキール・シン 役
- ROOKIES -卒業-（2009年5月、東宝） - 掛布光秀 役
- ボルト（2009年8月、ウォルト・ディズニー・ピクチャーズ）  - ライノ 役（声の出演）
- 劇場版 NARUTO -ナルト- そよかぜ伝 ナルトと魔神と3つのお願いだってばよ!!（2010年7月、東宝） - 魔神 役（声の出演）
- 劇場版 HUNTER×HUNTER -The LAST MISSION-（2013年12月、東宝） - 修羅 役（声の出演）
- 烈車戦隊トッキュウジャーVSキョウリュウジャー THE MOVIE（2015年1月、東映） - 紅蓮神官サラマズ 役（声の出演）
- それいけ!アンパンマン ブルブルの宝探し大冒険!（2017年7月、東京テアトル） - ブルブルのお父さん 役（声の出演）
- ちはやふる -結び-（2018年3月、東宝） - 瑞沢かるた部の対戦相手の顧問 役
- アルキメデスの大戦（2019年7月、東宝） - 建築会社の部長 役

### CM
- ローソン（2007年）
- ミツカン（2007年・かおりの蔵、2013年・〆まで美味しいとんこつしょうゆ鍋つゆ）
- プレナス ほっともっと 特製とん汁（2009年10月）
- 花王 ウルトラアタックNeo（2014年）
- サントリー BOSS HOME ESPRESSO Latte mix（2016年）
- Cygames グランブルーファンタジー（2016年）[33]
- バルサン バルサン×隕石家族 コラボレーションCM (2020年4月11日 -) - 北香那と共演

### その他
- ゲーム『13歳のハローワークDS』（2008年） - ラッシュ 役
- エヴァ・サマー計画（プロジェクト） - 2009年に『新世紀エヴァンゲリオン』を集中放送した時、話の間に放送された5分ほどのコーナー。氷川竜介とともに同年夏に公開された『ヱヴァンゲリヲン新劇場版:破』と『サマーウォーズ』の解説を行っていた。
- トランスフォーマー アニメイテッドより『音仏一家のトランスフォーマー生活』（2010年4月3日 - ） - 音仏ひろゆき 役

## 作品

### 映画作品
すべて監督としての作品。
- B5（2001年） - オムニバス映画『マネーざんす』の6作品の1つ。※後にDVD化。
- CAGE（2004年） - ゆうばり国際ファンタスティック映画祭入選作品。
- 一億の猫（2006年） - ペットをテーマにした連作シリーズ『-PETBOX-』の作品の1つ。※後にDVD化。

### 漫画作品
- 極味ドラゴン - 『週刊少年マガジン』（講談社）に読み切り掲載。原作を担当。

## 書籍

### 単行本
- ゲームでキャイ〜ン（1999年8月、二見書房）ISBN 978-4576991498
- 天才シェフ!?アマノッチのダジャレDEクッキング（2006年3月、講談社）ISBN 978-4062133463
- キャイ〜ン天野ひろゆきのとっておきオレシピ（2010年8月25日、INFASパブリケーションズ）ISBN 978-4904843093
- な〜に、ウドちゃん?（2011年11月25日、マイナビ新書）ISBN 978-4-8399-4038-6
- ウドちゃんでもわかる マネー芸人・天野っちの「アマノミクス」的 蓄財術（2013年11月25日、ロングセラーズ）ISBN 978-4845423057

### 雑誌連載
- 天職（あましょく）（講談社『週刊ヤングマガジン』、連載終了） - 仕事を持って輝いている女性を毎回ゲストに呼び、その職業について対談をするコーナー。最終回には職業「芸能人」として小池栄子をゲストに呼んで、カラーページで最後を飾った。
- ダジャレdeクッキング（講談社『TOKYO★1週間』、連載終了）- 「はなまるマーケット」火曜日の「天才シェフ!?アマノッチのリストランテ食べてみ亭」で天野自らが作った創作料理を紹介するコーナー。2006年2月28日、雑誌連載の内容をまとめた本が発売された。※発売日には相方ウドが「食べてみ亭」にゲスト出演した。
- MAGA-1 グランプリ（講談社『週刊少年マガジン』、連載終了） - 『マガジン』50周年特別企画。毎回ゲストを呼び天野と漫画について対談するコーナー。
- アマんが道（講談社『週刊少年マガジン』、連載終了） - 天野が原作者として週刊少年マガジンに読み切り漫画掲載決定までを追うコーナー。